# Bernard Béréau
Bernard Béréau, né le 4 octobre 1940 à Arbonne (Basses-Pyrénées) et mort le 2 janvier 2005 à Ciboure (Pyrénées-Atlantiques), est un footballeur français.

## Carrière
- Courbevoie
- 1960-1961 : RC Paris
- 1961-1964 : CA Paris
- 1964-1974 : Stade Saint-Germain puis Paris Saint-Germain[2]

## Palmarès
- Champion de France de D2 en 1971 avec le Paris Saint-Germain